# ميخائيل موريكاس
ماوريكاس (باليونانية: Μαύρηξ/Μαυρίκας)‏ كان قائدًا بحريًا بيزنطيًا نشطًا في النصف الأخير من القرن الحادي عشر، وبشكل رئيس في الحروب البيزنطية النورمانية. هويته ليست بالمؤكدة، حيث عرفه عدة أشخاص مختلفين باعتباره عدة شخصيات: «ماوريكس» بحار ثري وقطب من هيراكليا بونتيكا، أو أدميرال يعرف في المصادر اللاتينية باسم مامبريتا أو مامبريكا والذي نشط ضد النورمان في بين العقدين 1060 و1080 أو ميخائيل ماوريكس وهو جنرال وحاكم يعرف من أختامه.